# Joey Cramer

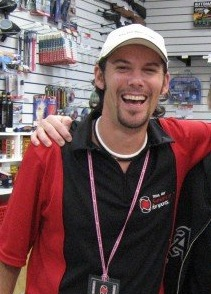
Cramer (2007)

Deleriyes August Joe „Joey“ Fisher Cramer (* 23. August 1973 in Vancouver, British Columbia, Kanada) ist ein kanadisch-amerikanischer ehemaliger Kinderdarsteller, der hauptsächlich durch den Film Der Flug des Navigators in den 1980er-Jahren bekannt wurde.

## Leben
Nach Ende seiner aktiven Zeit als Schauspieler (1996) wurde es still um Joe „Joey“ Cramer, der sich mittlerweile seit seinem 17. Lebensjahr in British Columbia aufhält.
Aufgrund seiner früheren Beliebtheit und seiner relativ großen Fangemeinde starteten Fans im Jahre 2005 eine Suchaktion, um Cramer ausfindig zu machen.
Durch Recherchen von seinen Fans wurde unter anderem bekannt, dass er bis 2007 in einem Sportgeschäft in Sechelt (Trail Bay Source for Sports) in (BC) arbeitete, wo auch das Foto entstand.
Wegen angeblich mehrerer verübter Delikte wurde er dann in Lower Mainland durch diverse öffentliche Stellen und Printmedien gesucht.
Danach folgten diverse Gerichtstermine (12. September 2013 sowie am 14. November 2013 wegen Verletzung der Bewährungsauflagen). 
Joey Cramer hatte zuvor bereits Schwierigkeiten mit der Justiz, unter anderem aufgrund unsachgemäßer Nutzung von Schusswaffen und öffentlicher Trunkenheit.
Am 31. August 2016 wurde er wegen eines Banküberfalls zu einer zweijährigen Haftstrafe abzüglich eines Tages verurteilt, mit darauf folgender zweijähriger Bewährungszeit, in der er sich in Behandlung wegen Drogensucht begeben sollte.

## Nominierungen
Cramer wurde 1986 für den Saturn Award als bester Nachwuchsschauspieler nominiert.

## Filmografie
- 1984: Runaway – Spinnen des Todes (Runaway)
- 1986: Ayla und der Clan des Bären (The Clan of the Cave Bear)
- 1986: I-Man – Die Kampfmaschine aus dem All (I-Man, Fernsehfilm)
- 1986: Der Flug des Navigators (Flight of the Navigator)
- 1986: Mord ist ihr Hobby (Murder, She Wrote; Fernsehserie, 2 Folgen)
- 1987: Die Treue eines Hundes (Stone Fox, Fernsehfilm)
- 1996: It’s My Party
- 2021: The Twelve Step Strangler